# Колония Булгарэ
Колония Булгарэ (банат.-болг.: Telepa, рум. Colonia Bulgară, нем. Bulgarische Kolonie, венг. Bulgartelep) село в общине Стар Бешенов/Дудештий-Векь, жудец Тимиш, Румыния. Это самое западное поселение страны, расположенное на границе с республиками Венгрия и Сербия.

## История
В 1845 г. банатские болгары-католики основали поселение Телепа, которое после Трианонского раздела Венгрии превратилось в крайнее западное поселение современной Румынии. Переселенцы прибыли сюда из соседнего, также болгарского села Стар Бешенов (Дудештий Век). Учитывая то что эти земли принадлежали Транслейтании, в которой развернулась интенсивная мадьяризация, поселению было дано венгерское название Болгартелеп (в переводе болгарское поселение, хотя доля болгар со временем продолжала уменьшаться в результате ассимиляционных процессов). В 1852 построен католический собор, а сегодняшняя церковь в 1912 г. Первое училище (на венгерском языке) появилось в 1904 година. После 1920 г. село неожиданно оказалось в составе Румынии и получило современное румынское название Колония булгара, хотя местные болгары по-прежнему называют его Телеп.

## Население
В 1910 в селении проживали 714 человек — все этнические болгары. Перепись 1930 учла 830 жителей, из которых 353 — болгары (42,5 %), 228 — венгры (27,5 %), 123 — немцы (14,8 %), 13 — румыны (1,6 %) и 3 — цыгане. Впоследствии большинство из них эмигрировало или погибло в ходе военных действий.
Перепись населения Румынии (2002) учла лишь 34 человека, из которых 17 человек — румыны (50 %), 10 — венгры и 2 — болгары.